# Limnophora geminimaculata
Limnophora geminimaculata är en tvåvingeart som beskrevs av Fritz Isidore van Emden 1965. Limnophora geminimaculata ingår i släktet Limnophora och familjen husflugor. Inga underarter finns listade i Catalogue of Life.